# بتشول ثلاثي العروق
بتشول ثلاثي العروق (الاسم العلمي:Pogostemon trinervis) هو نوع من النباتات يتبع جنس البتشول من الفصيلة الشفوية.